# Théodore Botrel
Théodore Botrel (Dinan, Bretanya, França, 14 de setembre de 1868 - Pont-Aven, Bretanya, 26 de juliol de 1925) fou un poeta i chansonnier bretó. Fill d'un ferrer es donà conèixer molt aviat com a poeta popular; les seves cançons inspirades en la vida bretona, tan sentides com vigoroses, foren ben rebudes a París (1896), on acabà establint-se. Entre les seves composicions, són dignes d'anomenar-se primerament La Paimpolaise, a les quals seguiren:
- Chansons de la fleur de Lys, Clairon et Binions, (1899);
- Coups de Clarion (1900);
- Chansons en sabots (1901;
- Les chansons des petots Bretons, Chansons en dentelles (1902);
- Chansons de not'pays (1903);
- Chansons de Jean qui chanté (1907).

Assolí gran fama a la Bretanya amb la cançó popular Nótrée Dame du Gusclin (1906). Se'l hi deu a més la gran cantata premiada a l'Exposició del 1900, titulada ¡Pour la Patrie!, la comèdia en dos actes i en vers Pierrot Papa, Le Poignard, A qui le neveu? (1895), Chantepic (1896), drama en tres actes, Nos Bicyclistes (1896), La voix du lit clos (1901), Chansons de clochers-a-jour, i un munt de petites comèdies i drames populars.

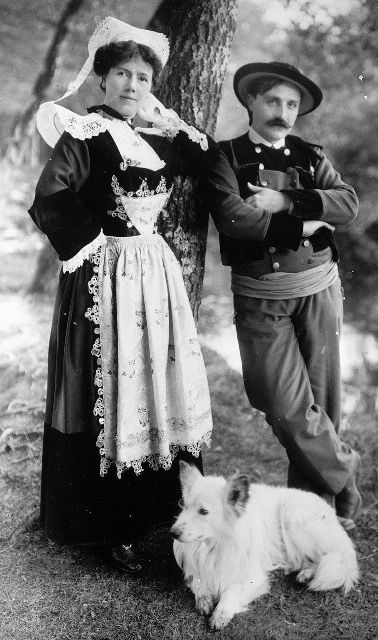
Botrel i la seva esposa, amb els típics vestits bretons

Cal afegir a la llista dels seu poemes i cançons populars:
- Contes du <lit clos>;
- Chansons pour Lison;
- Chantes, les gasl;
- Cahnsons de Jacques-La-Tèrre;
- Chansons de Jean-la-Vague.

Entre els seus pomes i cançons heroiques:
- Chansosn de <La fleur de lis>;
- Chançons tricolores;
- Coups de clairon.

Entre les seves comèdies i drames populars:
- La voix du <lit clos>;
- Fleur d'ajonc;
- Péri en mer;
- Doric et Léna;
- La mort-aux-races;
- Les paimpolaise;
- Monsieur l'aumônier;
- La médaille du pilote;
- Le mystère de Keravel, drama (París, 1911);
- Chansons de clochers-a-jour, (París, 1912);
- Les alouettes (París, 1912);
- La nuit rouge, drama (París, 1913);
- Chants du bivouac (París, 1915);
- Chansons de route (París, 1916).

Les seves últimes obres foren Jean Gouin (1919), Le Vieux Poilu (1917) i Le départ de Jehanne (1920).